# Bahnhof Bocholt
Der Bahnhof Bocholt ist heute der nördliche Endbahnhof der Bahnstrecke Wesel–Bocholt. Er liegt ungefähr 500 Meter südöstlich der Innenstadt von Bocholt in Nordrhein-Westfalen nahe der Grenze zu den Niederlanden und war einst ein bedeutender Eisenbahnverkehrsknoten.

## Geschichte

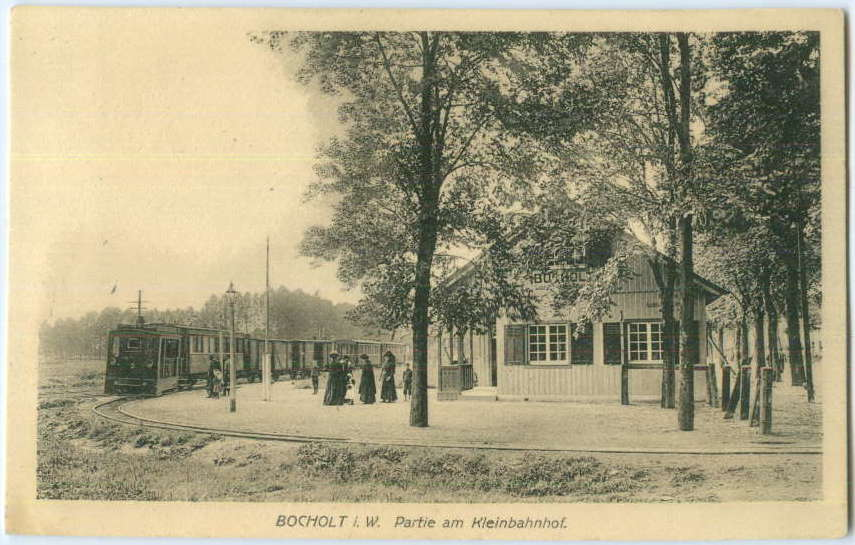
Kleinbahnhof in Bocholt, Postkartenmotiv 1914

Der Bahnhof wurde am 1. Juli 1878 von der Köln-Mindener Eisenbahn-Gesellschaft zusammen mit der Bahnstrecke Wesel–Bocholt eröffnet, einer Zweigstrecke der Bahnstrecke Oberhausen–Arnhem („Hollandstrecke“).
Gut zwei Jahre später, am 25. August 1880, nahm die Niederländisch-Westfälische Eisenbahn-Gesellschaft die Bahnstrecke Winterswijk–Bocholt in Betrieb, der Bahnhof wurde zum Durchgangsbahnhof.
Anfang des 20. Jahrhunderts begannen die Preußischen Staatseisenbahnen mit dem Bau der Baumbergebahn von Empel nach Münster. Mit der Einweihung des ersten Teilstücks am 1. August 1901 entstand in Bocholt ein Trennungsbahnhof, genau ein Jahr später wurde er mit Inbetriebnahme des zweiten Teilstückes bis Borken sogar zum Kreuzungsbahnhof.
Nach dem Ersten Weltkrieg wurde der durchgehende Verkehr nach Winterswijk eingestellt. Der verbliebene Personenverkehr auf dieser Strecke nach Barlo fand um 1952 ein Ende; Güterzüge fuhren bis 1989.
Die Bahnstrecke Lichtenvoorde–Bocholt war 1910–1953 in Betrieb; ein Anschluss dieser Schmalspurverbindung zum Staatsbahnhof gab es zwar, nur wurde dieser nie genutzt und die Züge endeten bereits auf dem Meckenemplatz (heute Berliner Platz).
Auf der Baumbergebahn endete der Personenverkehr 1974, der Güterverkehr Richtung Empel-Rees endete bis 1984; das Streckenstück ist bis Mussum als Anschlussgleis der Stadt Bocholt noch erhalten. Richtung Osten (Rhedebrügge) endete der Güterverkehr 1991. Seitdem ist Bocholt wieder ein Endbahnhof.
Mitte der 1990er-Jahre kaufte die Stadt Bocholt einen Triebwagen der Baureihe 628 und schenkte ihn der Deutschen Bahn AG, welche zum damaligen Zeitpunkt den Personenverkehr auf der Strecke nach Wesel durchführte, um so den Fortbestand der Linie zu sichern.
Von 2016 bis Juli 2021 wurden auf der Strecke Dieseltriebzüge der Baureihe 648 eingesetzt.

### Elektrifizierung
Im Zuge der Elektrifizierung der Strecke aus Wesel erfolgte ein umfangreicher Umbau des Bahnhofes. Die alte Personenunterführung wurde verfüllt und nicht genutzte Gleislängen zurückgebaut. Es wurden alte Abstellgleise demontiert sowie ein ehemaliges Stellwerk abgerissen. Zudem wurde ein Gleis für kleinere Rangierarbeiten sowie Nachtabstellungen und ein neues elektronisches Stellwerk (ESTW-A) errichtet, welches ferngesteuert wird. Seit Februar 2022 ist die Bahnstrecke Wesel–Bocholt vollständig elektrifiziert und wird stündlich vom Regionalexpress 19 mit Triebzügen des Typ Flirt 3 (fünfteilig) bedient.

## Bahnanlagen

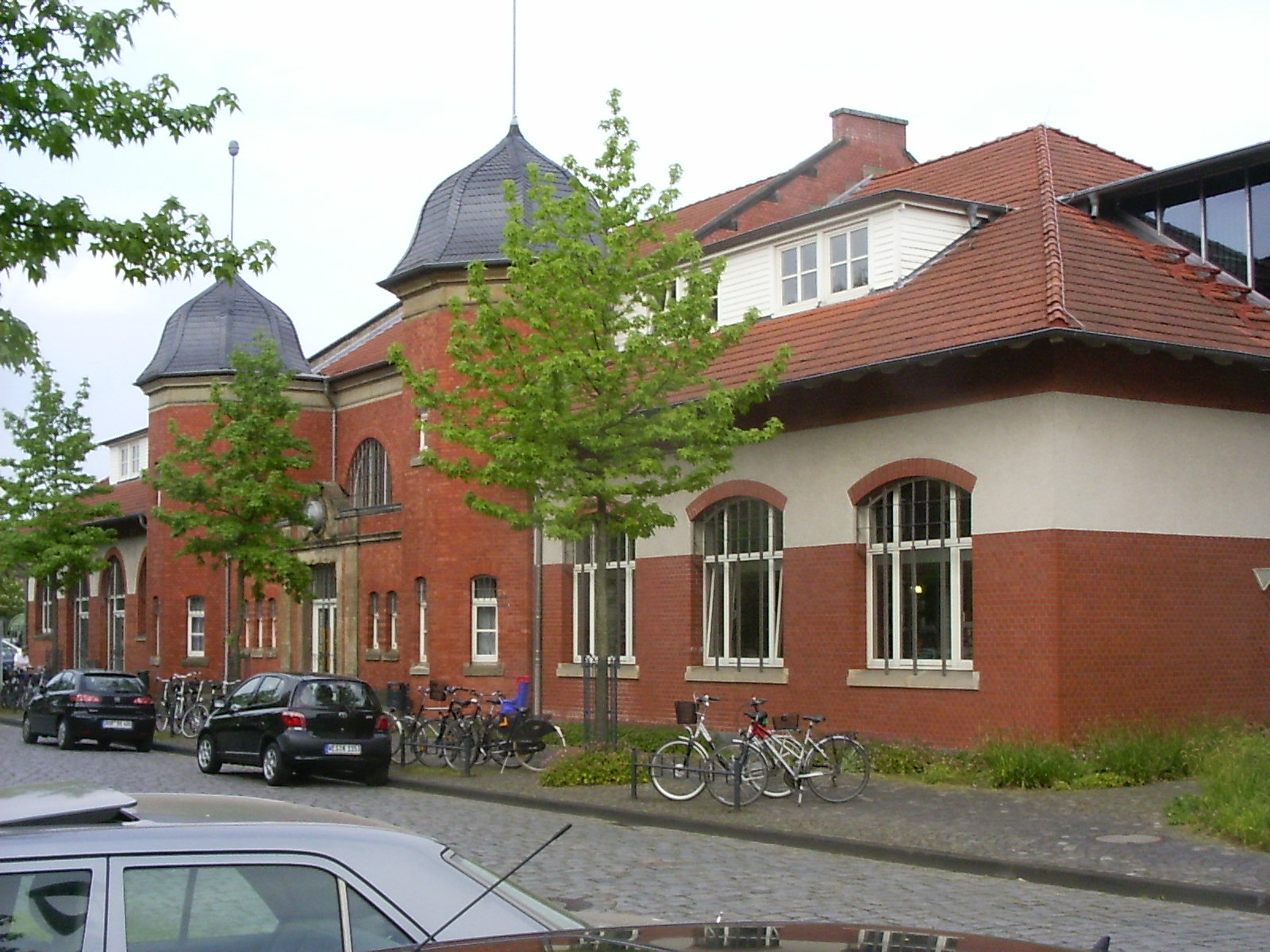
Ehemaliges Empfangsgebäude

Das erhaltene Empfangsgebäude wurde im Jahr 1904 errichtet. Es beherbergt heute die Stadtbibliothek und die Stadtbildstelle.
Südlich des ehemaligen Empfangsgebäudes stand die Güterabfertigung des Bahnhof Bocholt, an der an einem Ladegleis die Züge mit Gütern beladen wurden und in Richtung Ruhrgebiet geleitet wurden.
Mitte der 1990er-Jahre wurde der Personenbahnhof komplett umgebaut, ein Inselbahnsteig abgerissen und der andere in einen Kombibahnsteig umgebaut. Gleichzeitig wurde ein neues, kleineres Empfangsgebäude errichtet, das unmittelbar in den verbliebenen Bahnsteig übergeht.
Ebenfalls befand sich früher am Bahnhof das Bahnbetriebswerk Bocholt (ein Lokschuppen mit Drehscheibe), dort waren Dampflokomotiven beheimatet.
Am Südkopf des Bahnhof Bocholt befindet sich seit dem umfassenden Umbau der Bahnanlagen zur Elektrifizierung neben dem Streckengleis nach Wesel ein Abstellgleis mit Ver- und Entsorgeanlage zur Nachtabstellung der Fahrzeuge des RE19.

## Bedienung

### Regionalverkehr
Im Schienenpersonennahverkehr wird die Kursbuchstrecke 421 durch den Regionalexpress RE19 Rhein-IJssel-Express vom Eisenbahnverkehrsunternehmen Vias Rail bedient. Vor der Elektrifizierung der Bahnstrecke Wesel–Bocholt trug die Linie bis zum Fahrplanwechsel am 15. Dezember 2019 die Bezeichnung RB32 bzw. bis zum 1. Februar 2022 die Bezeichnung RE19a. Die Linie verkehrt täglich im Stundentakt. Angestrebt wird auf Dauer ein Halbstundentakt.
| Linie | Zuglauf | Takt   | Vertragslaufzeit      | Fahrzeug        |
| ----- | --- | ------ | --------------------- | --------------- |
| RE 19 | Rhein-IJssel-Express: Bocholt – Hamminkeln-Dingden – Hamminkeln – Wesel-Blumenkamp – Wesel – Friedrichsfeld (Niederrhein) – Voerde (Niederrhein) – Dinslaken – Oberhausen-Holten – Oberhausen-Sterkrade – Oberhausen Hbf – Duisburg Hbf – Düsseldorf Flughafen – Düsseldorf Hbf Stand: Fahrplanwechsel Dezember 2023 | 60 min | Dez. 2016 – Dez. 2028 | Stadler Flirt 3 |

Eingesetzt werden ab Februar 2022 Elektrotriebwagen des Typs Flirt 3 für Geschwindigkeiten bis zu 160 km/h.

### Busse
Am Bahnhof Bocholt wird der Bahnverkehr mit den folgenden Stadt-, Regional-, Schnell- und Nachtbuslinien des öffentlichen Personennahverkehrs verknüpft (Auflistung nach Nummer):
| Linie | Linienweg | Fahrplanangebot                                 | Betreiber                               |
| ----- | --- | ----------------------------------------------- | --------------------------------------- |
| C4    | Bocholt, Bustreff – Bocholt Bf – Biemenhorst | 30 min (nur Mo–Sa)                              | Stadtbus Bocholt                        |
| C11   | Bocholt Bf – Bocholt, Bustreff – Hemden – Aalten, Station (NL) | 60 min (nur Mo–Sa)                              | Stadtbus Bocholt                        |
| C13   | Bocholt, Bustreff – Bocholt Bf – Mussum, Kirche – Industriepark, Hüttemannstr.                                                                                       | 20/40 min (Mo–Fr), 60 min (Sa)                  | Stadtbus Bocholt                        |
| R51   | Coesfeld – Gescher – Hochmoor – Velen – Borken – Rhede – Bocholt – Bocholt, Bustreff                                                                                 | 60 min                                          | Westfalenbus                            |
| N51   | Bocholt, Bustreff – Bocholt – Rhede – Borken (N20 – Legden) | 120 min (Sa auf So)                             | Metropolbus/Regionalverkehr Münsterland |
| 61    | (Rees Busbahnhof – Empel-Rees Bf – Rees-Millingen Bf – Vehlingen –) Isselburg, Markt – Werth – Lowick – Bocholt, Bustreff – Bocholt Bf                               | 60 min (Mo–Sa), 120 min (So)                    | DB Westfalenbus                         |
| 64    | Wesel Bf – Wesel-Feldmark, Marktplatz – Wesel-Blumenkamp – Hamminkeln, Markt – Hamminkeln Weberstraße – Dingden – Bocholt-Biemenhorst Bocholt Bf – Bocholt, Bustreff | 60 min (Mo–Fr), 120 min (Sa), drei Fahrten (So) | DB Rheinlandbus                         |
| S75   | Münster (Westf) Hbf – Merfeld – Maria Veen – Borken – Rhedebrügge – Rhede – Bocholt – Bocholt Bustreff                                                               | 30/60 min (Mo–Fr), 60 min (Sa), 120 min (So)    | B. Menchen GmbH/Westfalenbus            |
| 95    | Rees Busbahnhof – Haldern Bf – Wertherbruch – Loikum – Mussum – Bocholt Bf – Bocholt, Bustreff                                                                       | 2–3 Fahrten (nur Mo–Fr)                         | NIAG                                    |
| 731   | Bocholt, Bustreff – Bocholt Bf – Rhede – Südlohn-Oeding – Vreden | Schulfahrten                                    | DB Westfalenbus                         |
| 752   | Bocholt, Bustreff – Bocholt Bf – Krechting – Rhede – Krommert – Hamminkeln-Nordbrock                                                                                 | Schulfahrten                                    | DB Westfalenbus                         |
| X80   | Bocholt, Bustreff – Bocholt – Rhede – Burlo – Oeding – Vreden – Alstätte – Gronau – Gildehaus – Bad Bentheim                                                         | 60 min (Mo–Fr), 120 min (Sa–So)                 | Regionalverkehr Münsterland             |

Stand: Februar 2024

### Fernbusverkehr
Ebenso betreibt Flixbus am Bahnhof Bocholt einen Haltepunkt, von dem Reisen in Richtung Amsterdam, Freiburg und Milano (Mailand) unternommen werden können.

## Güterverkehr
Im Zuge der Ausbauarbeiten der Bahnstrecke zwischen Emmerich und Oberhausen möchte die DB im Industriepark Bocholt ein Materiallager inkl. Abstellung für Bauzüge einrichten. Zudem planen Logistikunternehmen aus diesem Industriepark Ganzzüge im Güterverkehr im Probebetrieb zu nutzen. Sämtliche Züge müssen den Bahnhof Bocholt zum Umsetzen passieren.

## Zukunft
Es steht die Frage im Raum, die Bahnstrecke Empel-Rees–Münster im Teilstück ab Bocholt zu reaktivieren. Das würde erneute große Umbaumaßnahmen erfordern, darunter auch die Errichtung eines weiteren Bahnsteiges und mehrerer Gleisanlagen. Die Umsetzung dieser Maßnahme ist zunächst jedoch fraglich: Im Januar 2020 hat der NWL die Ergebnisse einer Machbarkeitsstudie veröffentlicht, die in verschiedenen Planfällen die Wiedereinrichtung eines Schienenpersonennahverkehrs (SPNV) in der Achse Bocholt – Borken – Münster hinsichtlich ihres volkswirtschaftlichen Nutzen betrachtet. Dabei wurden verschiedene Realisierungsvarianten untersucht. Den höchsten Nutzen-Kosten-Faktor von 0,94 hat der Planfall einer Verlängerung der Linie RE 19 aus Richtung Düsseldorf über Bocholt hinaus nach Rhede erreicht – mindestens notwendig wäre jedoch ein Wert von 1. Einem volkswirtschaftlichen Nutzen stehen hohe prognostizierte Investitionskosten von über 440 Millionen Euro gegenüber. Derzeit werden die Kosten eines Streckenverlaufes ohne Über- und Unterführungen ermittelt, um im Bedarfsfall mit Sondergenehmigungen an einigen Stellen Bahnübergänge zuzulassen.
Auch die Verlängerung des RE 14 Emscher-Münsterland-Express (Essen – Borken) über Rhede nach Bocholt über die Bahnstrecke Empel-Rees-Münster ist Gegenstand der Machbarkeitsstudie.
Auf Mitteilung des Bundesverkehrsministeriums ist eine Wiederinbetriebnahme, der Schienenstrecke in Verbindung mit herkömmlichen Schienenübergängen möglich, da die Strecke immer noch eine gewidmete Bahnstrecke ist. Weitere Planfälle in Kombination mit diesen Informationen wurden beim zuständigen Nahverkehrsverbund NWL überprüft und stellten sich ebenfalls als knapp nicht förderfähig heraus. Daraufhin stellten die Städte Bocholt und Rhede Entwidmungsanträge beim Eisenbahnbundesamt, zogen diese Mitte 2022 aber zurück. Da sich die Bewertungskriterien für eine Schienenreaktivierungsförderung nun änderten, wird ab 2022 eine neue Machbarkeitsstudie erstellt.

## Zielnetzkonzept 2040
Im Zielnetzkonzept des Landes Nordrhein-Westfalen ist bis 2040 die Reaktivierung der Verbindung nach Münster vorgesehen, mit einem Regelbetrieb des RE 19 über Bocholt hinaus nach Rhede (Westf) und damit auch einer Elektrifizierung zwischen Bocholt und Rhede. Parallel soll auf dem Abschnitt der Betrieb eines RE 63 von Münster (Westf) Hbf über Borken nach Bocholt aufgenommen werden.
Auf der Bahnstrecke Wesel–Bocholt soll zudem mit dem RRX 5 eine weitere Zuglinie den heutigen Stundentakt auf einen Halbstundentakt ausweiten.
Ebenso ist auf der Verbindung nach Münster ein Haltepunkt Bocholt-Ost/Hochschule angedacht, um die SPNV-Verbindung gerade zur Hochschule und zum Bocholter Osten zu verbessern.

## Weitere Bahnhöfe im Stadtgebiet

### Haltepunkt Bocholt-Mussum
Im Stadtteil Mussum ist ein Haltepunkt und dessen Anbindung an das Stadtbusnetz von Bocholt in Planung. Derzeit geht man von einem Baubeginn 2026 aus.

## Tarif
Im öffentlichen Personennahverkehr gilt seit 1. Januar 2012 der Tarif des Verkehrsverbundes Rhein-Ruhr (VRR) und tarifraumüberschreitend der NRW-Tarif. Der Stadtbusverkehr läuft allerdings unter dem Tarif des Zweckverband Nahverkehr Westfalen-Lippe.